# Rutherglen Tower

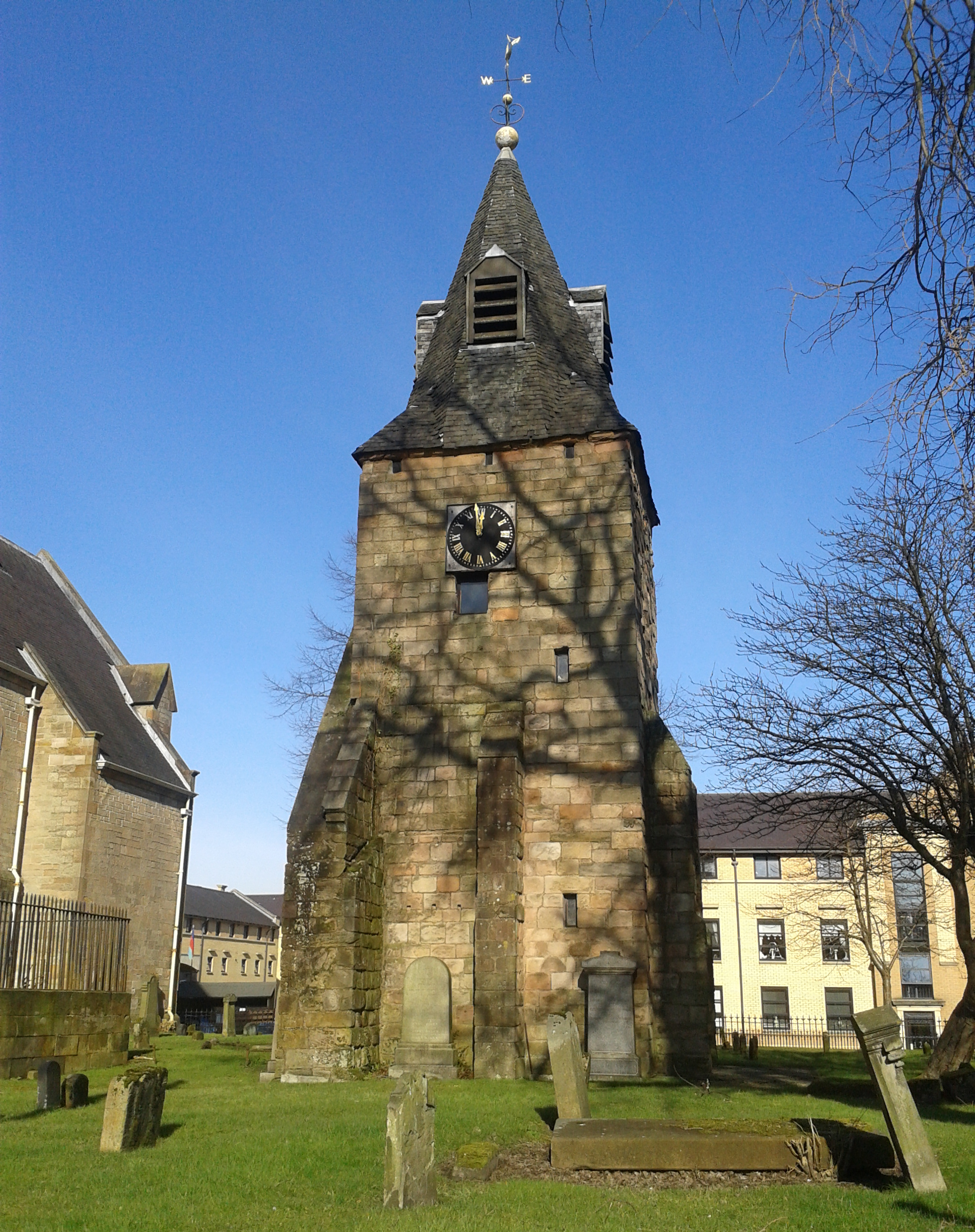
Rutherglen Tower

Der Rutherglen Tower, auch St Mary’s Tower, ist ein ehemaliger Kirchturm in der schottischen Stadt Rutherglen in der Council Area South Lanarkshire. 1971 wurde das Bauwerk in die schottischen Denkmallisten in der höchsten Denkmalkategorie A aufgenommen.

## Geschichte
Am Standort befand sich im Mittelalter eine Marienkirche. Im 14. oder 15. Jahrhundert wurde der Glockenturm hinzugefügt. Hierbei wurden romanische Fragmente in sein Mauerwerk integriert. Die Ruinen der Marienkirche liegen links des Turms neben der heutigen Rutherglen Old Parish Church. Die Glocke fertigte Michael Burgerhuys aus dem niederländischen Middelburg. Im Jahre 1710 wurde der Turm aufgestockt und überarbeitet.

## Beschreibung
Der Turm steht abseits der Main Street neben dem Rathaus von Rutherglen und direkt gegenüber einem dritten denkmalgeschützten Gebäude: die St Columbkille’s Roman Catholic Church, im Norden der Stadt. Er weist einen quadratischen Grundriss auf. Allseitig stützen Strebepfeiler das Bauwerk. Das Eingangsportal befindet sich an der Ostseite. Darüber ist eine rundbögige Öffnung in das Schichtenmauerwerk eingelassen. An der Südseite ist eine Turmuhr verbaut. Der spitze Helm stammt aus dem Jahre 1710. Er ist mit Schiefer eingedeckt und allseitig mit Lukarnen gestaltet. Der Helm schließt mit einer vergoldeten Kugel und aufsitzender Wetterfahne.